# Хмарка тегів

Хмарка тегів з термінами, пов'язаними з Веб 2.0

Хмара тегів (хмара слів, або зважений список, представлена (-ий) візуально) — це візуальне подання списку категорій (або тегів, також званих мітками, ярликами, ключовими словами, тощо). Зазвичай використовується для опису ключових слів (тегів) на вебсайтах, або для представлення неформатованого тексту. Ключові слова найчастіше являють собою окремі слова, і важливість кожного ключового слова позначається розміром шрифту або кольором. Таке уявлення зручно для швидкого сприйняття найвідоміших термінів і для розподілу термінів за популярністю щодо один одного . При використанні ключових слів для спрощення навігації по вебсайтам, терміни забезпечуються гіперпосиланнями на поняття, які маються на увазі під ключовими словами. Тим не менш, хмара не може бути єдиним елементом навігації, а користуватися текстовим пошуком зручніше для пошуку при наявності більш конкретної інформації про шуканий.

## Історія
Мовою візуального дизайну, хмара тегів (або хмара слів) це один з видів «зваженого списку», зазвичай воно використовується на географічних картах для відображення відносного розміру міст, за допомогою розміру шрифтів. Одним з перших прикладів зваженого списку англійських ключових слів є список «підсвідомих файлів комп'ютера» в романі Дугласа Коупленда «Раби Майкрософту» (1995). Список слів німецької мови з'явився в 1992.
Особливу візуальне уявлення та розповсюдження терміна «хмара тегів» почалося в першому десятилітті 21 століття. Як особливість сайтів та блогів ери Веб 2.0, використовувалося, переважно, для візуалізації частотного розподілу ключових слів метаданих, що описують зміст вебсайту та допомагають в навігації.
Перші хмари тегів на відомих вебсайтах з'явилися на сайті сервісу зберігання та розповсюдження цифрових фотографій . Творцем хмар тегів був співзасновник та проектувальник Стюарт Баттерфілд в 2004. Ця реалізація була заснована на книзі Джеймса Фланагана Search Referral Zeitgeist, в якому описується візуалізація посилань на вебсайт. Приблизно в той же час поширенню хмари тегів сприяли сайти Delicious та Technorati.
Перенасичення хмарами тегів та двоякі почуття у відношення їх корисності як помічників у навігації по вебсайтам привели до помітного зниження їх використання на сайтах-першопрохідників. (Творці згодом «вибачилися» перед вебспільнотою у своїй промові на премії Webby Award, де вони просто сказали «вибачте за хмари тегів».)
Друге покоління розвитку програмного забезпечення виявило широке коло застосування облікової тегів як основних методів візуалізації текстових даних. Також були запропоновані деякі розширення для цих елементів навігації. Наприклад, паралельні хмари тегів, sparkClouds, і префіксні хмари тегів.

## Типи застосування тегів

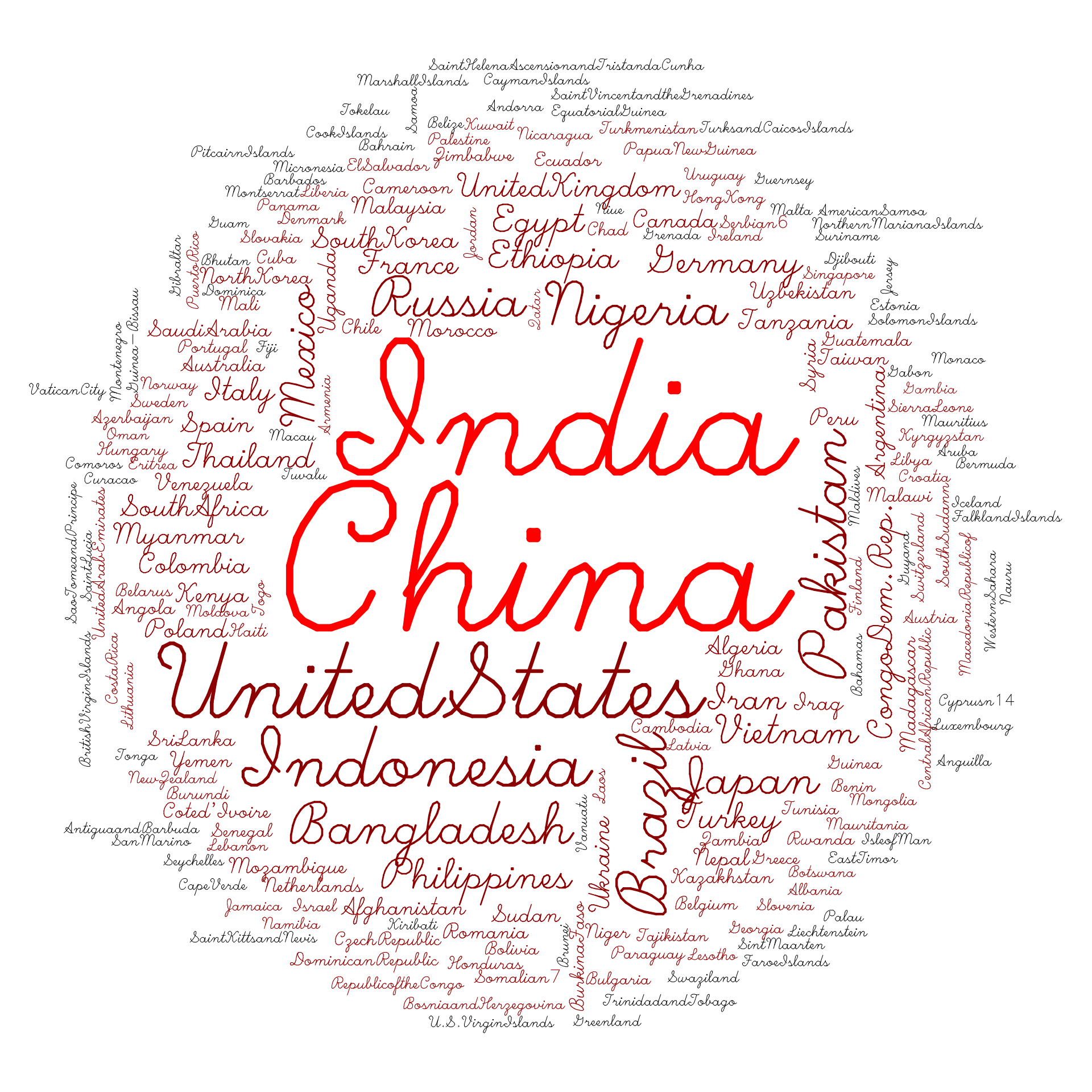
Хмара даних показує населення всіх країн світу. Створено з допомогою мови програмування R за допомогою пакету хмара слів. Дані отримані з списку, що містить назву країн та кількість жителів. Зверніть увагу, що відносні розміри Китаю та Індії були розділені навпіл.

Існує три основних типи застосування облікової тегів у соціальному програмному забезпеченні, що розрізняються швидше за призначенням, ніж за зовнішнім виглядом:
- в першому типі є тег для частоти кожного елемента,
- в другому типі є глобальні хмари тегів, де частоти агреговані за всіма елементами та користувачами,
- в третьому типі хмара містить категорії, розмір яких позначає кількість підкатегорій.

У першому типі хмар тегів розмір являє собою кількість застосувань тегу до елементу. Це корисно як спосіб відображення метаданих про предмет, за який скільки-то раз «проголосували», і коли точні дані не передбачені. Прикладом такого застосування є Last.fm (для визначення жанру музики гурту) та LibraryThing (для визначення ключових слів книги).
У другому типі розмір відповідає числу предметів, до яких був застосований тег, що позначає популярність тегу. Приклади цього типу хмар тегів можна знайти на сайті сервісу зберігання та розповсюдження цифрових фотографій Flickr, RSS-агрегатора Technorati та ввівши в пошуковий запит Google DeeperWeb.

### Категоризація шляхом створення кластера тегів
У третьому типі теги використовуються як спосіб категоризації елементів. Теги представлені в хмарі, де великі теги представляють кількість елементів в цій категорії.
Є кілька підходів для побудови кластера тегів замість хмари тегів, наприклад, застосовуючи теги спільної зустрічальності в документах.
Більш загально, то ж саме візуальне уявлення може бути використано для відображення об'єкт не тегів наприклад, хмара тегів або хмари даних.
Термін хмара ключових слів іноді використовується як термін пошуковий маркетинг, де він позначає групи ключових слів, що належать до деякого вебсайту. В останні роки хмари тегів стали популярні через свою значущості в пошуковому маркетингу вебсторінок, поряд з допомогою користувачам в ефективній навігації по сайтах. Хмари тегів, як засоби навігації, дозволяють зв'язати ресурси вебсайту більш тісно, обхід таких ресурсів пошуковим роботом може поліпшити позицію сайту в результатах видачі пошукової системи. З точки зору користувача інтерфейсу хмари тегів часто використовуються, щоб допомогти користувачеві знайти інформацію в конкретній системі більш швидко, узагальнюючи результати пошуку.

## Візуальне уявлення

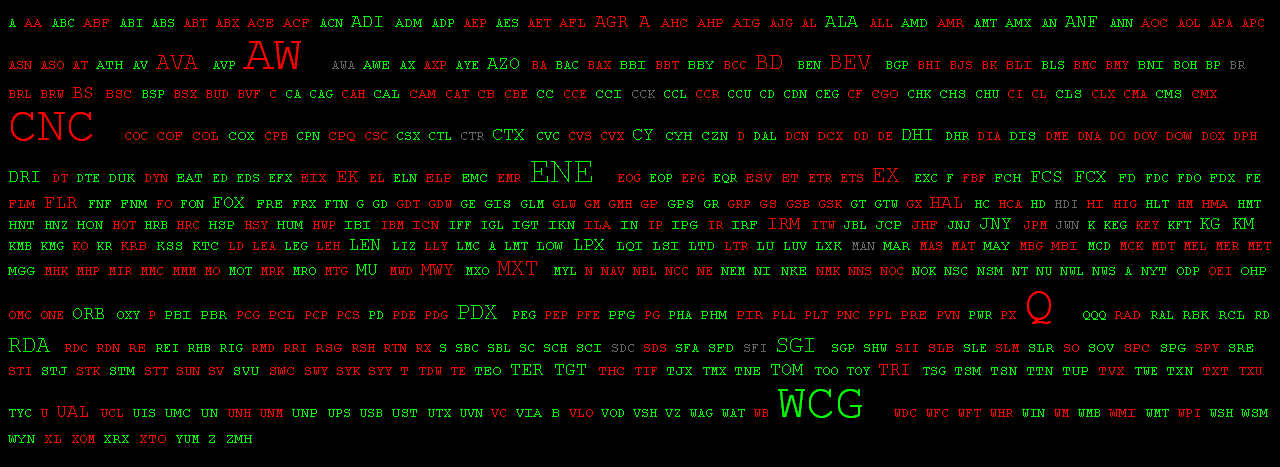
Облік даних показує зміну ціни на акції. Колір вказує на зростання або падіння ціни, розмір шрифту вказує на процентну зміну.

Хмари тегів зазвичай представлені у вигляді вбудованих HTML елементів. Теги можуть бути розподілені в алфавітному порядку, у випадковому порядку, за вагою, і т. д. Іноді змінюють інші візуальні властивості, такі як колір, яскравість, або ширина, на додаток до розміру шрифту. Найбільш поширене уявлення у вигляді прямокутника, в якому теги впорядковані за алфавітом та виводяться через підрядник. Вибір розташування тегу в рядках відповідає цілям користувача. Іноді перевага віддається семантичної кластеризації тегів (схожі за змістом теги будуть виводитися поруч). Допускається застосування евристик для зменшення розміру хмари тегів незалежно від того, виконується кластеризація чи ні.

### Хмара даних
Хмара даних — це дані, в яких використовується інший колір і/або розмір шрифту для позначення числових даних. Хмари даних схожі на хмари тегів, але замість підрахунку слів, виводяться такі дані, як густота населення або ціни на ринку цінних паперів.

### Хмара тексту

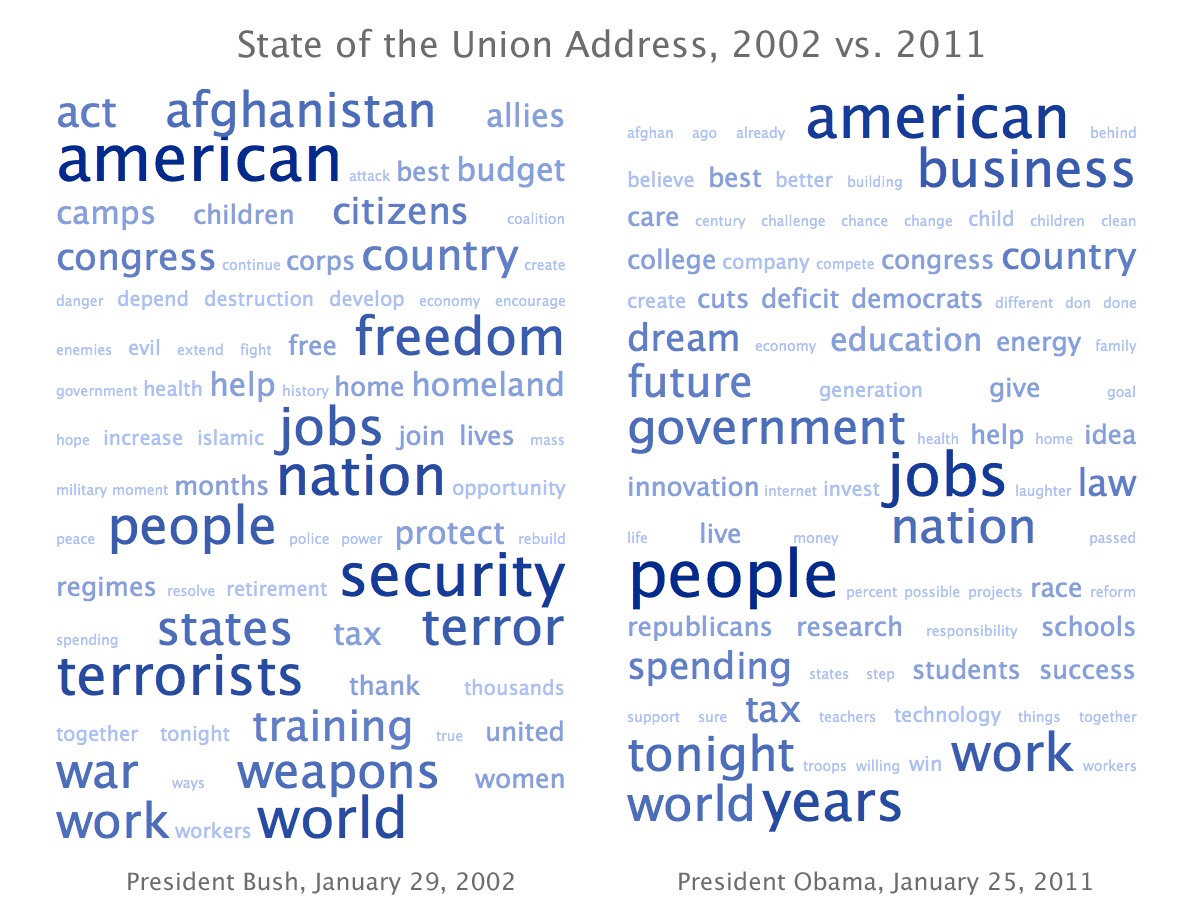
Порівняння хмар тексту промови та.

Хмара тексту або хмара слів — це візуалізація частоти слів у тексті у вигляді зваженого списку. Останнім часом ця техніка використовується для візуалізації тематичного контенту політичних промов.

### Хмари словосполучень
Розвиваючи принципи облікової тексту, хмари словосполучень дають більш сфокусований вид тексту або набору текстів. Замість всього тексту, хмара словосполучень фокусується на використанні окремих слів. Отримана хмара містить слова, які часто використовуються в поєднанні з вихідним словом. Ці словосполучення являють частоту, що виділяється розміром шрифту, поряд з силою зв'язку, що виділяється яскравістю. Це дозволяє інтерактивно вивчати мову.

## Особливості сприйняття хмар тегів
Хмари тегів вивчалися в кількох дослідженнях на предмет зручності використання. Такий перелік заснований на результатах досліджень компанії Lohmann та інших.
Розмір тегу: великі теги привертають більше уваги, ніж маленькі теги (ефект залежить від таких властивостей, як кількість символів, розташування, сусідні теги).
Перегляд: користувачі зазвичай дивляться хмару, а не читають його повністю.
Центрування: теги в середині хмари привертають більше уваги, ніж теги, розташовані по краях (ефект обумовлений особливістю розташування тексту в хмарі).
Позиціювання: верхній лівий квадрант отримує більше уваги, ніж інші (обумовлено читанням зліва направо).
Дослідження: хмари тегів допомагають знайти специфічні теги (які не виділені великим розміром шрифту).

## Створення хмари тегів
Загалом розмір шрифту тегу в хмарі тегів обумовлений поширеністю тегу. Для хмари слів, наприклад, категорій блогу, частота відповідає кількості записів у блозі, яким присвоєна ця категорія. Для менших частот можна вказати розміри шрифту безпосередньо, від одиниці до максимально використовуваного розміру шрифту. Для великих частот необхідно провести масштабування. Наприклад, використовуючи лінійне перетворення, вага {\displaystyle t_{i}} тегу масштабується за шкалою множників від of 1 до f, де {\displaystyle t_{min}} і {\displaystyle t_{max}} визначають діапазон дозволених вагів.
{\displaystyle s_{i}=\left\lceil {\frac {f_{\mathrm {max} }\cdot (t_{i}-t_{\mathrm {min} })}{t_{\mathrm {max} }-t_{\mathrm {min} }}}\right\rceil } для {\displaystyle t_{i}>t_{\mathrm {min} }}; інакше {\displaystyle s_{i}=1}
- {\displaystyle s_{i}}: розмір шрифту
- {\displaystyle f_{\mathrm {max} }}: максимальний розмір шрифту
- {\displaystyle t_{i}}: вага тегу
- {\displaystyle t_{\mathrm {min} }}: мінімальна вага
- {\displaystyle t_{\mathrm {max} }}: максимальна вага

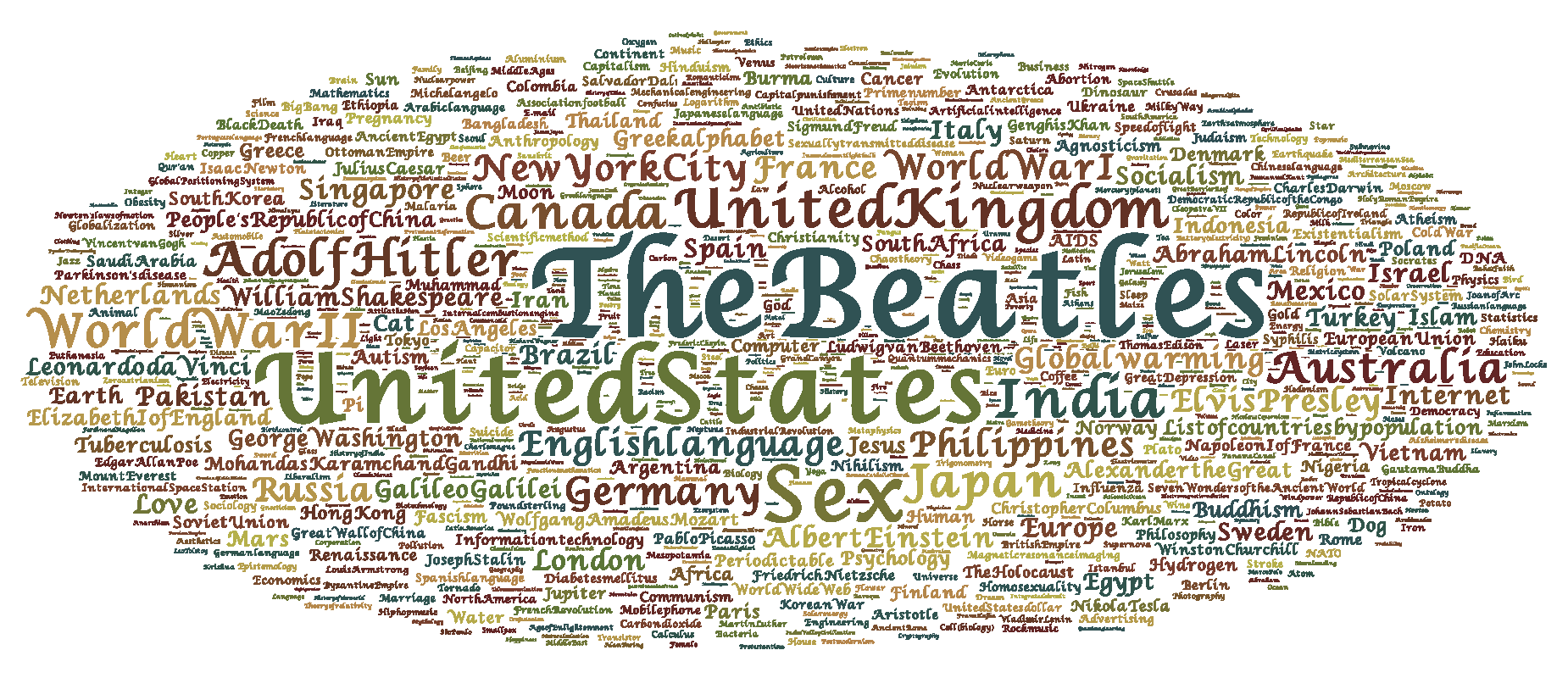
Набір слів зі списку 1000 вибраних статей Вікіпедії, впорядкований за кількістю переглядів, доступний в галереї Wordle gallery.

Оскільки число врахованих елементів на кожний тег зазвичай розподілене за експоненційним законом розподілу, то для великих діапазонів значень має сенс використовувати логарифмічне подання.
Реалізація хмари тегів також включає синтаксичний аналіз, фільтрацію непотрібних тегів, таких як прийменники, займенники, числа та розділові знаки.
Також існують вебсайти, які створюють штучні або випадково розподілені хмари тегів для реклами або з гумористичною метою.